# Cyperus semitrifidus
Cyperus semitrifidus är en halvgräsart som beskrevs av Heinrich Adolph Schrader. Cyperus semitrifidus ingår i släktet papyrusar, och familjen halvgräs. Inga underarter finns listade i Catalogue of Life.